# Snæfellsnes
Snæfellsnes ([ˈstn̥aiːˌfɛlsˌnɛːs]) es una península que está situada al oeste de Borgarfjörður (Fiordo de Borg), en el oeste de Islandia.

## Geografía
Ocupa la zona de la región de Vesturland y comprende los municipios de Snæfellsbær, Helgafellssveit, Grundarfjörður y Stykkishólmur, así como parte de los de Eyja- og Miklaholtshreppur y Dalabyggð.
Se le ha llamado Islandia en Miniatura, ya que en Snæfellsnes se pueden encontrar muchos de los rasgos nacionales, incluido el volcán del Snæfellsjökull (Glaciar de Snæfellsnes), reconocido como uno de los símbolos de Islandia.
Con una altitud de 1446 metros sobre el nivel del mar, es una de las montañas más altas de la península, con la característica, incluso, de poseer un glaciar en su cima. El volcán puede ser visto en días claros desde Reikiavik, a una distancia aproximada de 120 kilómetros.
Otro accidente importante es el fiordo Grundarfjörður.

### Medioambiente
El área que rodea Snæfellsjökull ha sido designado uno de los cuatro Parques nacionales por el gobierno de Islandia el parque nacional Snæfellsjökull.
La comunidad de Snaefellsnes acaba de convertirse en el primer Certificado Green Globe de Europa, y el cuarto en el mundo. La comunidad Snaefellsnes se comprometió con el Programa Green Globe desde 2003 y logró pasar las pruebas los siguientes cinco años consecutivos.
En junio de 2008, la Comunidad Snaefellsnes obtuvo la certificación como una Comunidad Green Globe.

## Demografía
Los pueblos pesqueros y las pequeñas ciudades de la costa norte de Snæfellsnes incluyen: Rif, Ólafsvík, Grundarfjörður, Stykkishólmur y Búðardalur.
Cerca de Hellissandur se encuentra la estructura más alta de Europa occidental, la antena de radio de onda larga de Hellissandur.

## Cultura popular

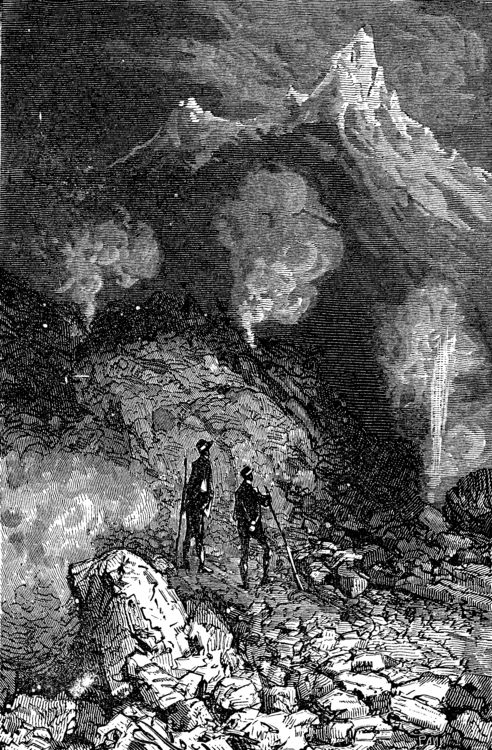
Ilustración de Édouard Riou de Viaje al centro de la Tierra, de Julio Verne.

El Snæfellsjökull es conocido por ser el escenario de la novela del autor francés, Julio Verne, Viaje al centro de la Tierra. Y también la novela Bajo el glaciar del premio Nobel islandés Halldor Laxness. La península también alberga el sistema volcánico de Ljósufjöll.
Es una de las principales localizaciones en la saga de Laxdœla y lugar de nacimiento de Bolli Bollason, miembro de la Guardia Varega. A su vez, otros personajes históricos, como Þórólfur Mostrarskegg, Guðrún Ósvífursdóttir, Bolli Þorleiksson y Snorri Goði vivieron en esta región según dicha saga.

## Galería

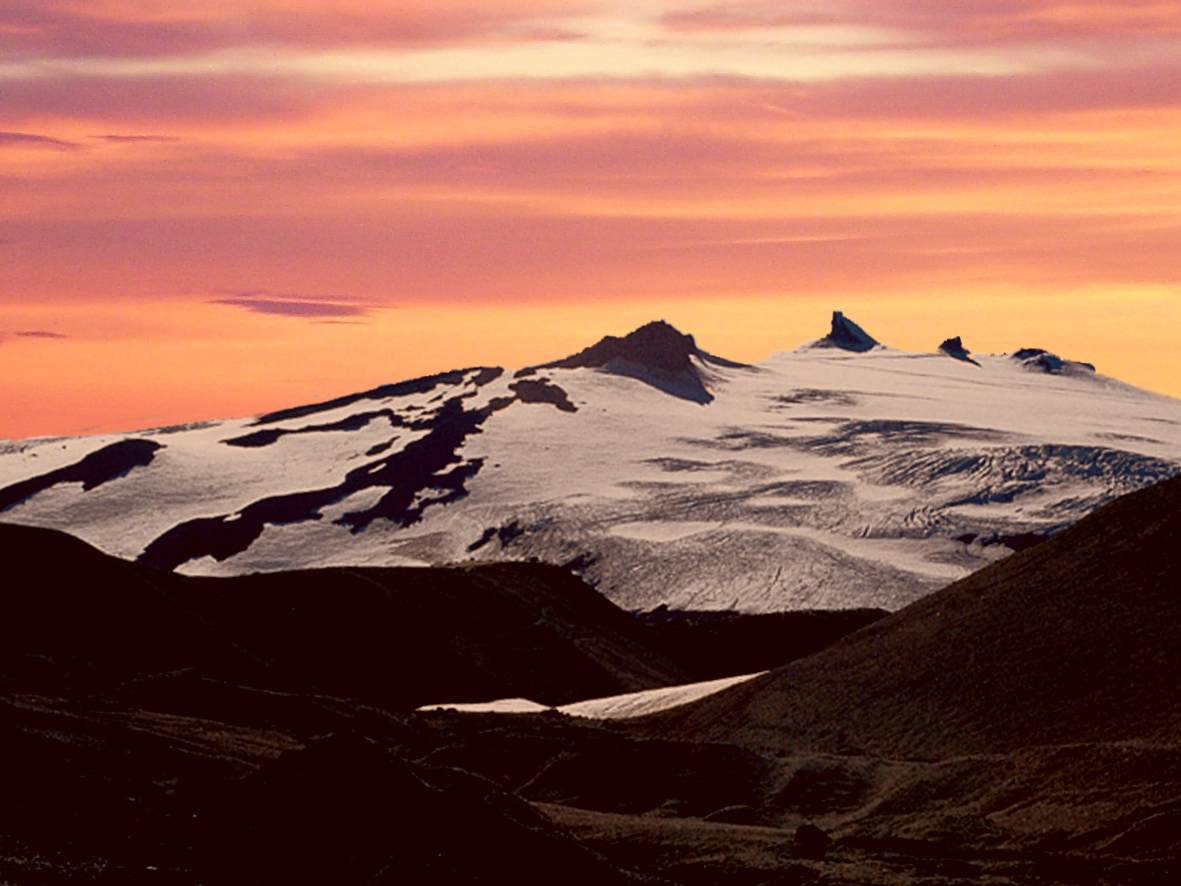
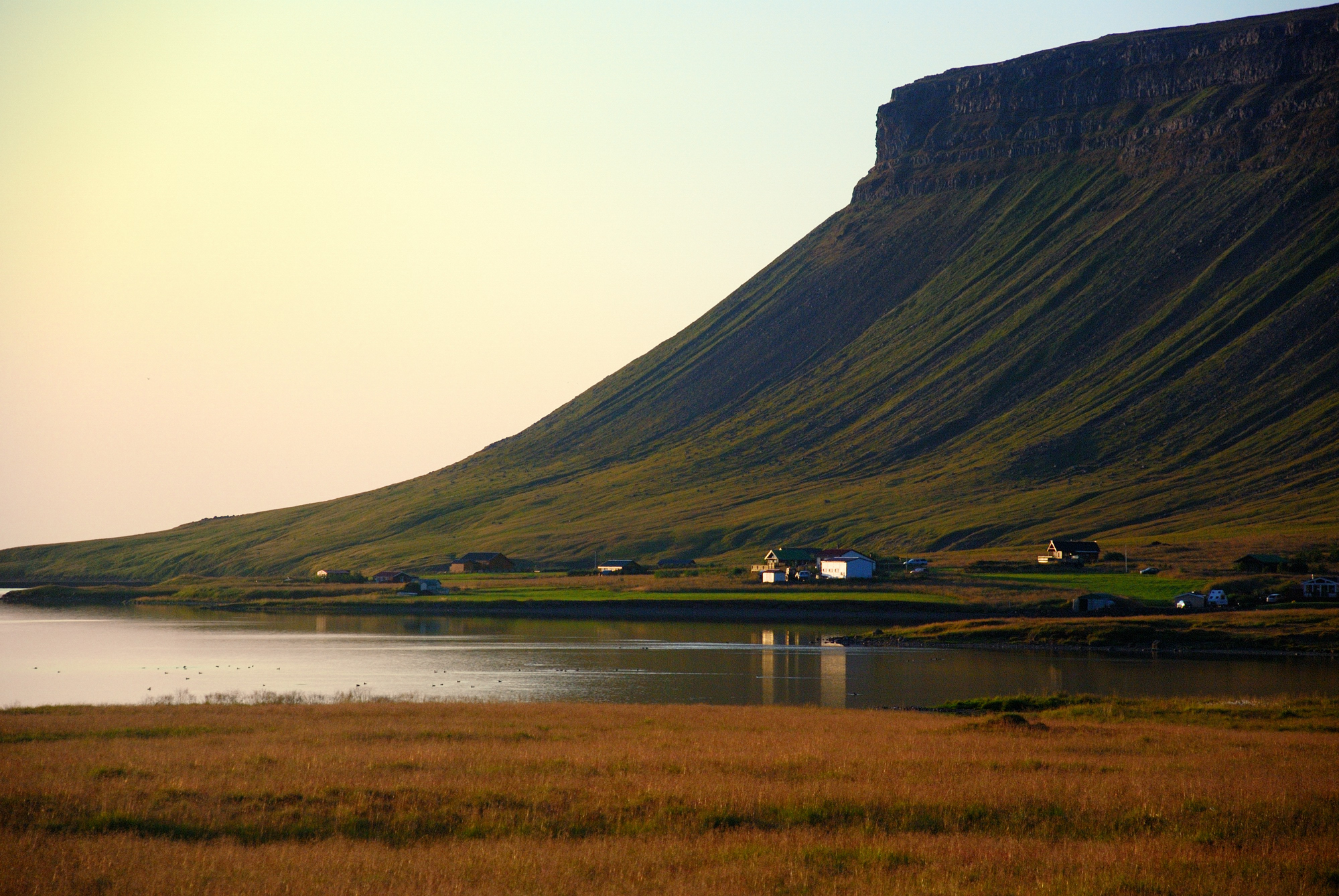
Brimláröfði
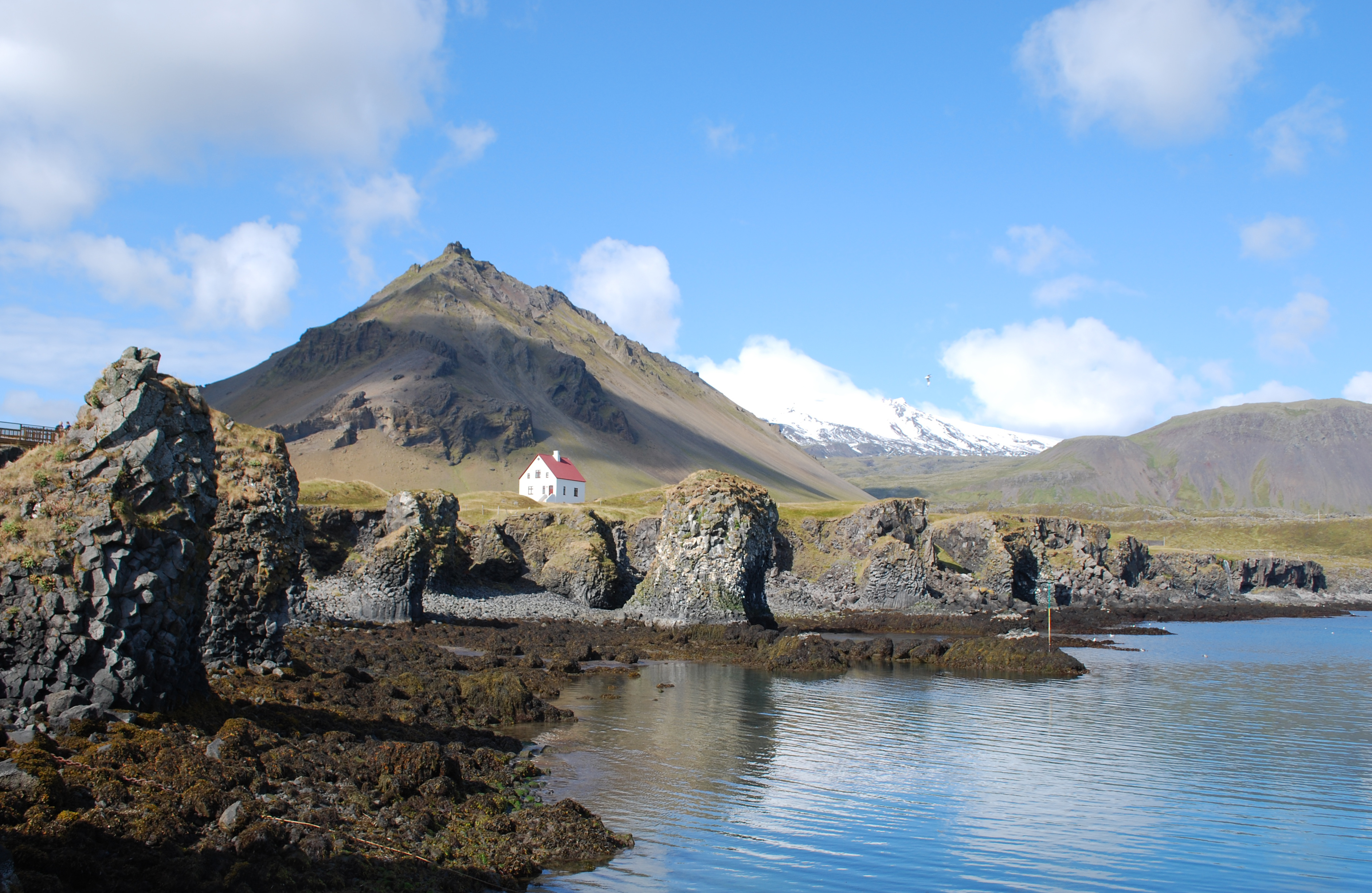
Arnarstapi
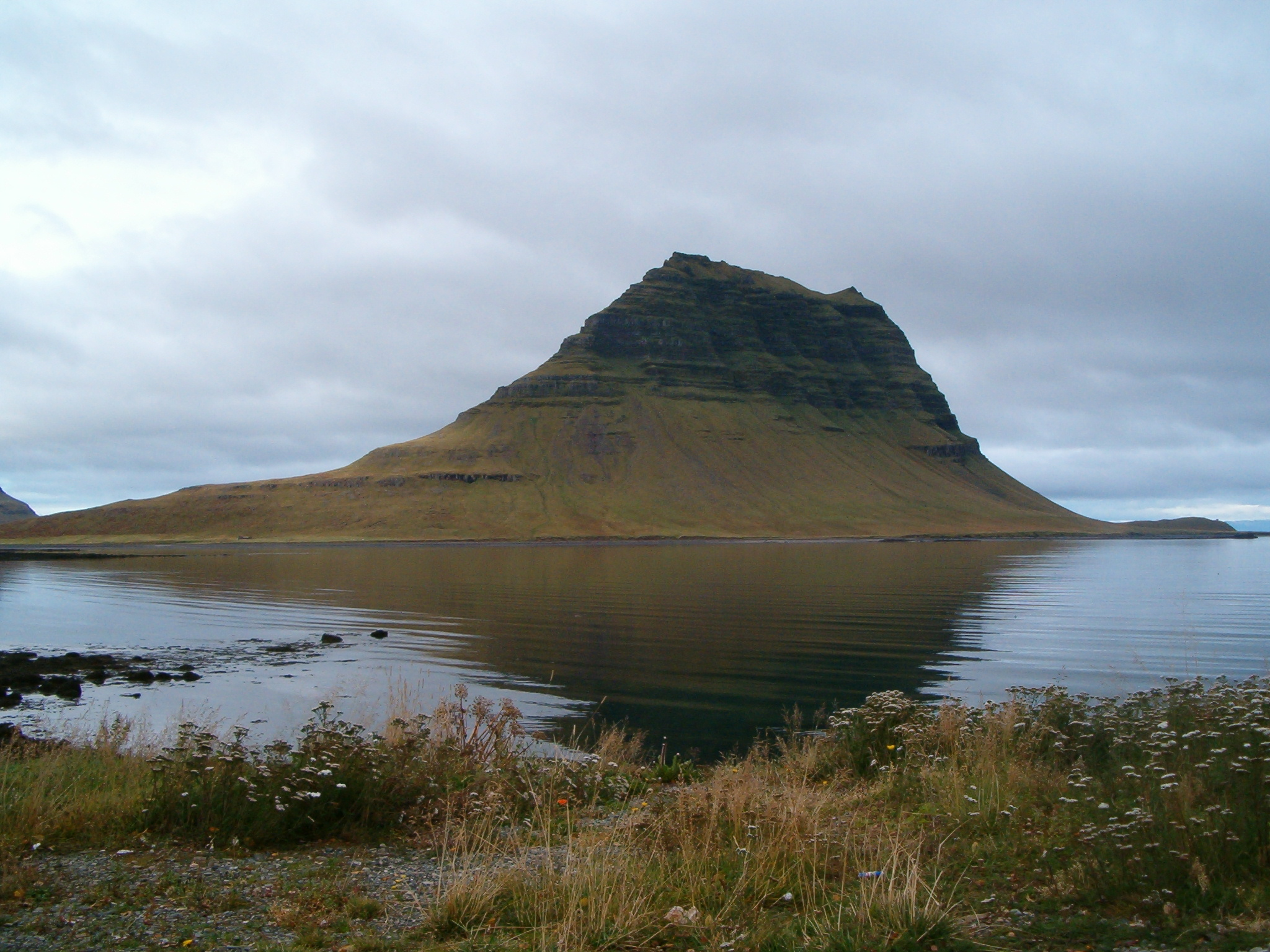
Kirkjufell
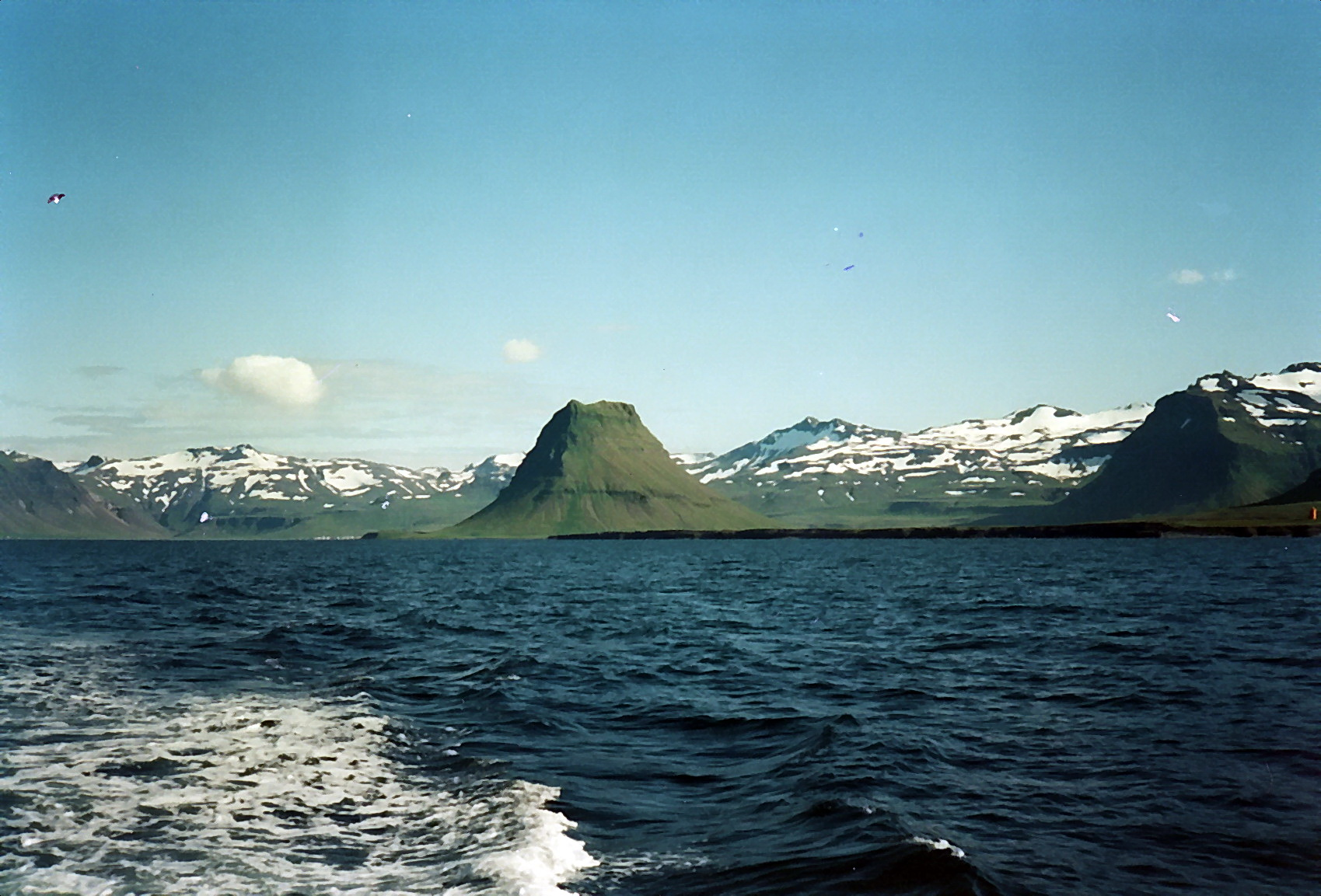
Grundarfjörður
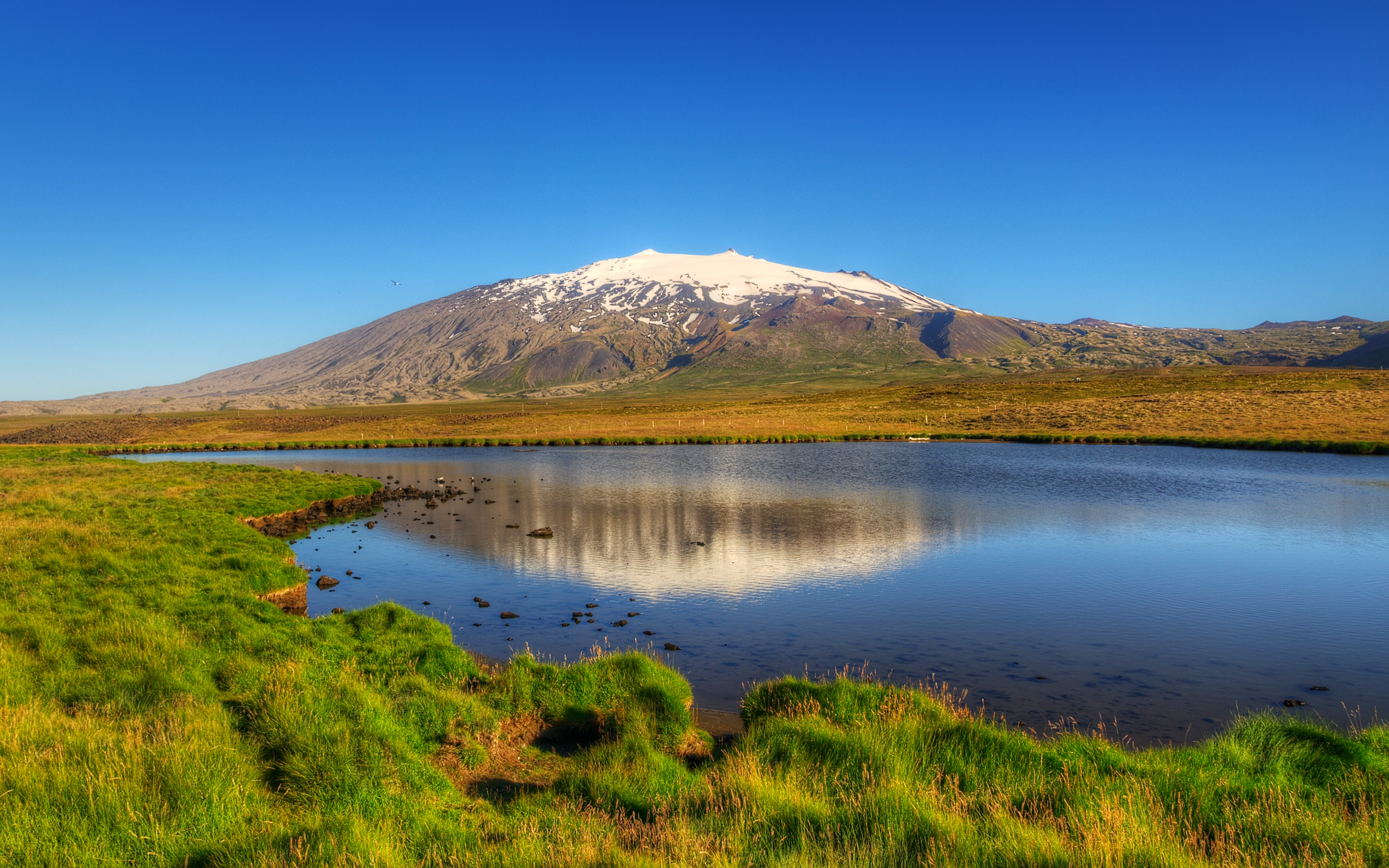
Snæfellsjökull